# Rudolf Vent

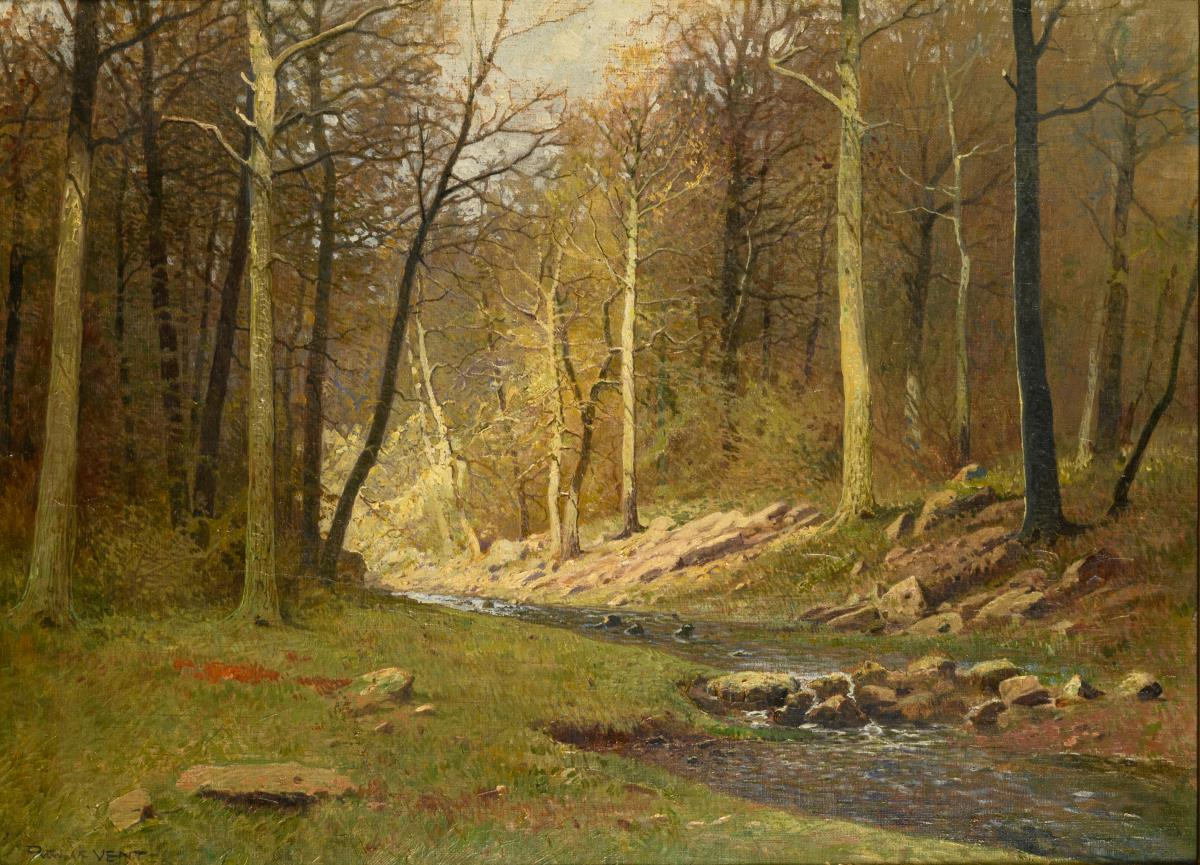
Rudolf Vent: Bachlauf im Wald

Rudolf Vent (* 24. Februar 1880 in Niedergrunstedt bei Weimar; † 15. August 1948 in Weimar) war ein deutscher Landschaftsmaler.

## Leben
Rudolf Vent wurde als Sohn eines Landwirtes geboren. Nach dem Besuch der Volksschule begann er 1894 in Weimar eine Lehre als Dekorationsmaler. Infolge eines Unfalls, bei dem er die linke Hand verlor, musste Rudolf Vent die Ausbildung nach zwei Jahren abbrechen. Durch Vermittlung des Lehrers und Pfarrers seines Heimatdorfes konnte er zunächst als Aktenschreiber in verschiedenen Anwaltskanzleien arbeiten. Obwohl ein Aufnahmegesuch zunächst scheiterte, erhielt er aufgrund seiner zeichnerischen Begabung um 1900 eine Freistelle an der Großherzoglich-Sächsischen Kunstschule Weimar (Gipsklasse) und begab sich nach einem Jahr auf Wanderschaft. Sein Weg führte ihn nach West- und Süddeutschland über die Schweiz bis nach Italien. Landschaften und Erlebnisse fanden im mitgeführten Skizzenbuch ihre zeichnerische Umsetzung.
Um 1905 kehrte er nach Niedergrunstedt zurück. Weil ihm die Einkünfte aus seiner künstlerischen Arbeit noch keine freie Existenz gestatteten, arbeitete er bis 1914 als Dekorations- und Theatermaler. Nebenbei besuchte er an der Weimarer Zeichenschule Kurse des Malers Eduard Weichberger, der einer der ersten Schüler der 1860 gegründeten Weimarer Kunstschule war und Vents Begabung, seine große Empfindsamkeit für Farben und Stimmungen der Natur erkannte und förderte.
Mit Ausbruch des Ersten Weltkrieges wurde Rudolf Vent dienstverpflichtet und gehörte einer Kriegsgerichtsbehörde in Belgien an. Nach 1918 war er für kurze Zeit als Verwaltungsangestellter in Weimar tätig. 1919 entschied er sich endgültig für ein Leben als freier Maler. In den 1920er Jahren beteiligte er sich regelmäßig an den Ausstellungen des Weimarer Kunstvereins, die im Donndorfmuseum (heute Museum für Ur- und Frühgeschichte Thüringens) stattfanden. Nach dem Zweien Weltkrieg nahm er 1946 teil an einer der ersten Ausstellungen Thüringer Künstler nach Kriegsende im teilweise zerstörten Landesmuseum (heute Museum Neues Weimar) in Weimar.
Mit seiner Malerei stand Vent ganz in der Tradition der Weimarer Malerschule. Geistig und stilistisch fühlte er sich dem von ihm besonders verehrten Maler Karl Buchholz nahe. Kollegial verbunden war er mit verschiedenen Weimarer Malern, u. a. Fritz Lattke, Alfred Ahner und Siegfried Kötscher. Motive fand Rudolf Vent sein Leben lang in den Waldlandschaften und den Dörfern Thüringens.
Zahlreiche Bilder befinden sich in Privatbesitz, eine der Stadt gestiftete Waldlandschaft hängt im Weimarer Rathaus.
Rudolf Vent war Vater des Malers Hans Vent (1934–2018) und Großvater des in Weimar lebenden Malers Peter Vent. Eine Ausstellung mit Werken der drei Generationen Vent fand 2023 im Hofatelier Niedergrunstedt statt.

## Ausstellungen
- 1995: Galerie&Kunsthaus Hebecker und Kunsthandel Busse, in der Galerie im Cranachhaus Weimar, „Weimarer Malerschule“ (mit Werken von Brendel, Buchholz, Oehler, Tübbecke u. a.)
- 2023: „VENT. Landschaften. Rudolf Vent/Hans Vent/Peter Vent. Drei Malergenerationen – ihr Ursprung liegt in Niedergrunstedt“, Ausstellung im Kunstverein Hofatelier e.V. Niedergrunstedt bei Weimar

## Veröffentlichungen
- 2023 "Rudolf Vent. Gemälde und Zeichnungen. Ein Maler aus Niedergrunstedt", mit 44 Abb., Hg.: Kunstverein Hofatelier e.V.